# 1276 Ucclia
1276 Ucclia este un asteroid din centura principală, descoperit pe 24 ianuarie 1933, de Eugène Delporte.